# Eikichi Iwata
Eikichi Iwata (japanisch 岩田 栄吉, Iwata Eikichi; geboren 27. Januar 1929 in Tokio; gestorben 24. Februar 1982) war ein japanischer Maler im Yōga-Stil.

## Leben und Wirken
Eikichi Iwata wollte schon als Schüler Maler werden. Sein Vater war aber dagegen und schickte ihn auf die Keiō-Universität, wo er 1951 im Fach Elektrotechnik seinen Abschluss machte. Er beschäftigte sich aber während des Studiums mit Malerei, wobei er von Terada Shun’ichi (寺田 春弌; 1911–1978) und Kubo Mamoru in Ölmalerei angeleitet wurde.
Anschließend nahm Iwata ein Studium der Ölmalerei an der „Universität der Künste Tokio“ auf. Im ersten und zweiten Jahr studierte er unter Koiso Ryōhei, im dritten und vierten Jahr unter Yamaguchi Kaoru und Itō Ren. 1955 machte er als einer der Besten seines Jahrgangs den Abschluss, wobei sein Examensbild „Narziss“ später  von der Société des Artistes Indépendants mit einem Preis ausgezeichnet wurde. 1957 beendete er den Aufbaukurs unter Itō Ren und wurde dessen Assistent.
Im September 1957 beendete Iwata sein Studium der französischen Sprache bei Athénée Français in Tokio, das er zugleich mit seinem Kunststudium begonnen hatte, und ging, unterstützt durch die französischen Regierung, nach Frankreich. In Frankreich bildete er sich an École nationale supérieure des arts décoratifs in Paris unter Jean Souverbie weiter und schloss die Schule 1959 ab. Während dieser Zeit besucht er auch die École du Louvre
. Nach seinem Umzug nach Frankreich malte er mehrere Jahre Landschaftsbilder, malte jedoch nach seinem Bild „Guran maniēru no seibutsu“ (グランマニエールの静物) – „Stillleben in großer Manier“ (1960) keine Stillleben mehr.
1962 wurde Iwata Mitglied im Salon National. 1963 wurde er eingeladen, im Salon Comparaisons und anderen Salons auszustellen. In dieser Zeit freundete er sich mit dem Maler Henri Cadiou (1906–1989) an, schloss sich der Gruppe „Pantle de la Realité“ an und begann, Trompe-l’œil-Bilder zu schaffen. 1969 erhielt er den Drawer-Preis des Salon National, 1975 den Farman-Preis.
Was Japan betrifft, so hatte Iwata 1970 im Kaufhaus Mitsukoshi eine Einzelausstellung. 1970 und 1971 war er auf der Ausstellung „Kokusai keishō-ten“, 1971 auf der „Yasui-Preis-Kandidaten-Ausstellung“, der „Ōhashi-Gedächtnisausstellung“ und der „Ōhashi-Preis-Ausstellung“ zu sehen. 1977 widmete ihm die Central Kunstgalerie ihre 2. Einzelausstellung. 1973 unterrichtete er an seiner Alma Mater im Fach Ölmalerei und an der „Sokei Academy of Fine Art and Design“ (創形美術学校). Iwata freundete sich in der Zeit mit dem Maler Oka Shikanosuke an. 
Iwata erkrankte im September 1981 in Paris, kehrte zur Behandlung nach Japan zurück und starb im folgenden Frühjahr.
Weitere Bilder sind „Jūjika no ningyō“ (十字架の人形) (1966), „Akai jaketto non ningyō“ (赤いジャケットの人形) (1968) und „Rōsoku to chikyūgi“ (ローソクと地球儀) (1976). Das  „Nationalmuseum für Kunst Osaka“ besitzt ein Ölgemälde von Iwata mit dem Titel „Tansu (toronpu-ruiju)“ (たんす（トロンプ・ルイユ）) – „Kommode (Trompe-l’œil)“ aus dem Jahr 1977 mit den Maßen 99,5 × 64,0 × 19 cm.